# Universidad Politécnica de Kougouleu
La Universidad Politécnica de Kougouleu (en francés: Université polytechnique de Kougouleu) es un establecimiento privado de enseñanza superior, fundada en  Kougouleu, al este de la capital Libreville, Estuaire.

## Organización
Se compone de diez facultades:
- Facultad de Agronomía y Zootecnia
- Facultad de Ciencias
- Facultad de Farmacia
- Facultad Politécnica
- Facultad de Filosofía y Letras
- Facultad de Ciencias Psicológicas y de la Educación
- Facultad de Ciencias Sociales y Políticas
- Facultad de Ciencias Económicas y de Gestión
- Facultad de Teología
- Facultad de Derecho y Ciencias Criminológicas